# Horticultura orgánica

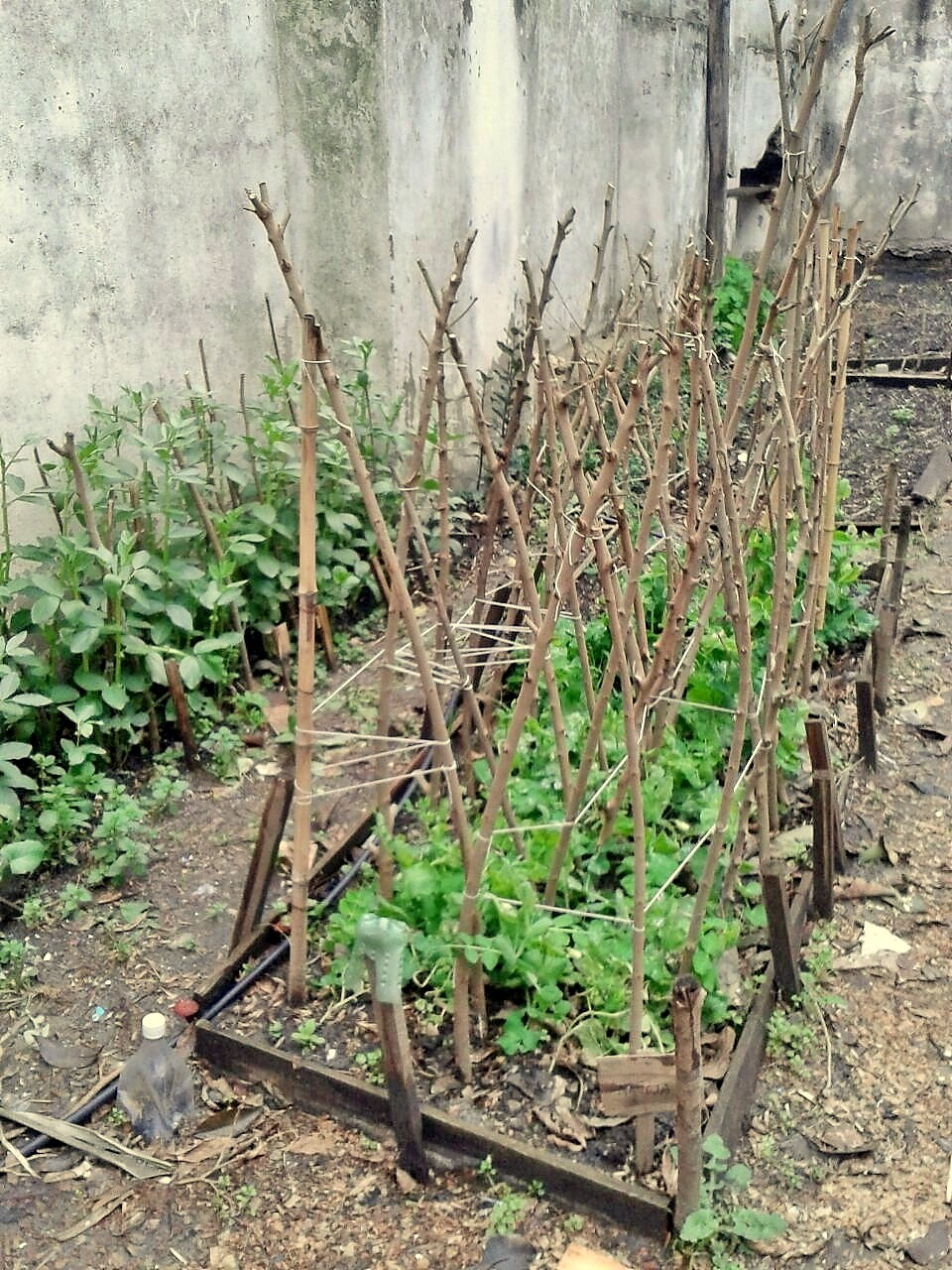
Huerta Orgánica del CFL1 de Avellaneda

La horticultura orgánica o ecológica es la ciencia y el arte de cultivar frutas, verduras, flores y plantas ornamentales, usando los principios básicos de la agricultura ecológica, para mejorar y conservar los suelos, controlar las plagas y preservar variedades o cultivares ancestrales.
En la misma, no se suele hacer uso del arado. La horticultura entonces requiere el trabajo humano con herramientas y maquinaria pequeña.
La principal diferencia de la horticultura orgánica versus la tradicional, es que la primera se enfoca en que todos los procesos que se realicen para cultivar y cosechar sean ecológicos; mientras que la horticultura tradicional se concentra en utilización de abonos orgánicos, a veces en cantidad excesiva y la realización de grandes monocultivos, con pérdida de la biodiversidad. La diferencia con el agroextractivismo, es la intensivización de lo anterior, incluyendo los macrorregadios y los abonos de síntesis, que ocasionan a lo largo del tiempo la esterilidad de la tierra y la contaminación y eutrofización de las aguas.

## Generalidades
El acolchado o mantillo, compost, abono de estiércol, vermicompostaje y los suplementos minerales para mejorar el suelo son los medios fundamentales que se usan y que diferencian a este tipo de cultivos de otros métodos agrícolas. Es posible reducir los problemas de plagas de insectos, hongos, etc. si se presta atención a las condiciones de salud del suelo y de las plantas. Dentro de la horticultura orgánica es posible usar trampas de feromonas, jabones insecticidas y otros medios de control biológico o de manejo integrado de plagas.
También existen otros tipos de compuestos caseros que ayudan a controlar diferentes insectos, hongos, virus, etc. 
La horticultura incluye cinco áreas de estudio: la floricultura (producción y mercadeo de flores), la horticultura de paisaje (producción y mercadeo de plantas decorativas), la olericultura (producción y mercadeo de verduras), la pomología (producción y mercadeo de frutas) y la fisiología post-cosecha (mantenimiento y preservación de las cosechas). Es posible aplicar los principios de cultivo orgánico a todas estas ramas de la horticultura.
La horticultura orgánica se basa en el conocimiento y técnicas acumulados a través de miles de años. En términos generales la horticultura orgánica usa los procesos naturales, que a veces requieren largos períodos de tiempo, y estrategias holísticas, sostenibles y naturales. Evita en lo posible los métodos químicos y las estrategias simplificadas que se ocupan solamente de los efectos aislados.

## Sistemas de horticultura orgánica
Hay un número de sistemas de horticultura y jardinería orgánicas que usan técnicas específicas prescriptas. Tienden a integrarse mejor con los patrones orgánicos. La agricultura ecológica es una técnica basada en les enseñanzas esotéricas de Rudolf Steiner. El horticultor y escritor japonés Masanobu Fukuoka inventó el sistema de cultivo sin arado para las llamadas granjas naturales de pequeña escala. También se habla de los métodos intensivos o biointensivos franceses para cultivos de pequeña escala.
Una huerta es más que una forma de proporcionar alimento, es un modelo de lo que es posible hacer en una comunidad. Todos pueden tener algún cultivo, desde macetas o canteros a espacios mayores. Un cantero de dos o tres metros cuadrados puede proporcionar productos nutritivos y saludables para toda una familia.
En el caso de una huerta ya existente se pueden usar otros métodos para suplementar a los que ya están en operación; métodos tales como compostaje o vermicompostaje. Esto permite reciclar la materia orgánica, como sobras de comida y usarlas como fertilizante.

## Rendimientos  aproximados en la huerta familiar
Variable según la densidad del cultivo, clima, temperatura, humedad y la variedad de semilla utilizada.
| Cultivo   | Rendimiento kg/m² |
| --------- | ----------------- |
| Acelga    | 1,5 a 3           |
| Espinaca  | 1 a 3             |
| Lechuga   | 1 a 3             |
| Perejil   | 2 a 2,5           |
| Pimiento  | 2 2,5             |
| Rabanito  | 1 a 1,5           |
| Repollo   | 2 a 4 repollos    |
| Tomate    | 5 a 7             |
| Zanahoria | 3 a 4             |

## Huertas orgánicas en las escuelas

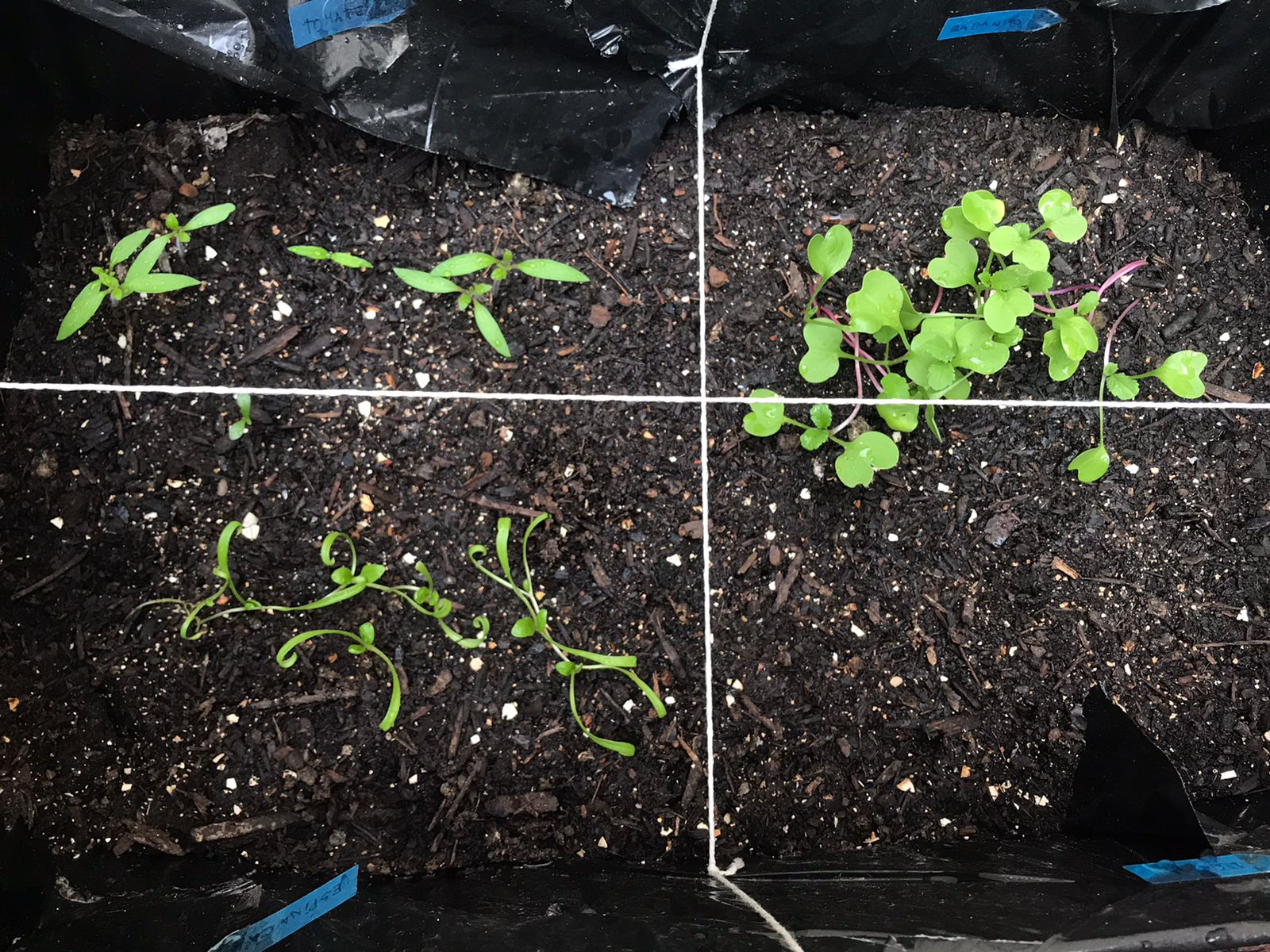
Huerta Orgánica del Instituto Enrico Fermi

Cultivar una huerta en el colegio permite a los estudiantes tener un fácil acceso a vegetales naturales y saludables, estudiando al mismo tiempo, el desarrollo y crecimiento de sus plantas día a día. Reforzaran valores como el compañerismo y comunicación en conjunto comprendiendo la naturaleza.

## Técnica de control de plagas
Hay varios sistemas de control de plagas. En la horticultura química se usan pesticidas altamente específicos que matan rápidamente a un tipo determinado de insecto plaga. Los productos químicos pueden reducir dramáticamente las poblaciones de plagas en un corto plazo pero, infortunadamente, esto destruye también a las poblaciones de los parásitos y predadores que normalmente actúan como controles biológicos de las plagas. Esto, más tarde causa un resurgimiento de las poblaciones de  las plagas. Como consecuencia se crea un problema mayor que el original. El uso repetido de plaguicidas o pesticidas lleva a crear resistencia contra ellos y se vuelve necesario usar mayores dosis y tipos más poderosos de controles químicos.
En cambio la horticultura ecológica tiende a tolerar poblaciones moderadas de plagas usando una estrategia a largo alcance. Los controles orgánicos de plagas requieren un conocimiento de los ciclos vitales de las plagas y de sus interacciones con sus controles. Incluyen el efecto acumulado de una variedad de técnicas, tales como:

- Tolerar un nivel aceptable de daño por las plagas
- Fomentar los insectos beneficiosos para que prosperen y devoren a sus presas
- Fomentar la presencia de microorganismos beneficiosos
- Seleccionar cuidadosamente las variedades de plantas que sean resistentes a las pestes
- Agregar plantas acompañantes que atraigan a las plagas lejos de la cosecha principal
- Usar coberturas que protejan a las plantas durante migraciones de plagas
- Practicar la rotación de cultivos a diferentes lugares todos los años para interrumpir los ciclos de reproducción de las plagas
- Usar trampas de insectos para muestreos frecuentes que ayudan en el control de poblaciones.
- Hacer uso de compuestos caseros para el control de plagas, reduciendo gastos y evitando la aplicación de agroquímicos.

Cada una de estas técnicas proporciona otros beneficios tales como protección y mejoramiento del suelo, fertilización, polinización, conservación de agua y prolongación de la estación de crecimiento. Estos efectos son complementarios y acumulativos en sus contribuciones a la salud general del local. Los controles biológicos se pueden usar como parte del manejo integrado de plagas. Cabe mencionar que el manejo integrado de plagas incluye a veces el uso de pesticidas químicos en adición a los controles biológicos.